# فصل بازگشت
فصل بازگشت (به انگلیسی: Comeback Season) یک فیلم کمدی-درام و عاشقانه آمریکایی-کانادایی محصول سال ۲۰۰۶ به کارگردانی و نویسندگی بروس مک‌کولوچ است. ری لیوتا در این فیلم نقش والتر پیرس، مردی متأهل که با کمک اسکایلار اکرمن (شان سیپس) ستاره محلی فوتبال، سعی می‌کند همسرش (گلن هدلی) را بعد از خیانت‌اش به زندگی بازگرداند.

## انتشار
این فیلم برای اولین بار در جشنواره فیلم ترایبکا در سال ۲۰۰۶ به نمایش درآمد و در ۲۷ مارس ۲۰۰۷ به صورت دی‌وی‌دی در ایالات متحده منتشر شد.